# Souvenir of Their Visit to America
Souvenir of Their Visit to America är den första av tre amerikanska EP-skivor av den brittiska rockgruppen The Beatles, utgiven den 23 mars 1964. EP-skivan är den enda av gruppen som släpptes av Vee-Jay Records, och innehåller sånger från det amerikanska studioalbumet Introducing... The Beatles och det europeiska debutalbumet Please Please Me.

## Låtlista
| 1. | "Misery"           | John Lennon, Paul McCartney | John Lennon    | 1:48 |
| 2. | "A Taste of Honey" | Bobby Scott, Ric Marlow     | Paul McCartney | 2:04 |

| 1.           | "Ask Me Why"       | John Lennon, Paul McCartney | John Lennon  | 2:28 |
| 2.           | "Anna (Go to Him)" | Arthur Alexander            | John Lennon  | 2:58 |
| Total längd: | Total längd:       | Total längd:                | Total längd: | 9:18 |